# Lätt flugvikt i grekisk-romersk stil i brottning vid olympiska sommarspelen 1996
Herrarnas brottningsturnering i grekisk romersk stil i viktklassen lätt flugvikt vid olympiska sommarspelen 1996 avgjordes i Atlanta i Georgia World Congress Center. 

## Medaljörer
| Klass         | Guld                   | Silver                         | Brons                    |
| Lätt flugvikt | Sim Kwon-Ho · Sydkorea | Aleksandr Pavlov · Vitryssland | Zafar Guliyev · Ryssland |

## Resultat
Guld- och silvermedaljörerna korades genom en klassisk turnering där vinnaren i finalen erhöll guld, och förloraren silver. Förlorarna från omgång ett fram till semifinalen fick återkvala och vinnaren fick till slut brons.
- PA — Vinst genom att motståndaren skadats

### Huvudtabell

#### Runda 1
| Brottare 1                 | Poäng  | Brottare 2                 |
| -------------------------- | ------ | -------------------------- |
| Zafar Guliyev (RUS)        | 3 - 2  | Hiroshi Kado (JPN)         |
| Bayram Özdemir (TUR)       | 11 - 0 | Enrique Aguilar (MEX)      |
| Jorge Yllescas (PER)       | 0 - 10 | Ioannis Agakatzanian (GRE) |
| Francesco Costantino (ITA) | 6 - 8  | Gela Papashvili (GEO)      |
| Bratan Tzenov (BUL)        | 10 - 0 | Abdullah Al-Ezani (YEM)    |
| Oleg Kucherenko (GER)      | 10 - 0 | Tahir Zahidov (AZE)        |
| Wilber Sánchez (CUB)       | 12 - 3 | Mujaahid Maynard (USA)     |
| Aleksandr Pavlov (BLR)     | 11 - 0 | José Ochoa (VEN)           |
| Kang Yong-Gyun (PRK)       | 9 - 3  | Piotr Jabłoński (POL)      |
| Sim Kwon-Ho (KOR)          |        | Bye                        |

#### Åttondelsfinaler
| Brottare 1             | Poäng | Brottare 2                 |
| ---------------------- | ----- | -------------------------- |
| Sim Kwon-Ho (KOR)      | 2 - 1 | Zafar Guliyev (RUS)        |
| Bayram Özdemir (TUR)   | DQ    | Ioannis Agakatzanian (GRE) |
| Gela Papashvili (GEO)  | 7 - 4 | Bratan Tzenov (BUL)        |
| Oleg Kucherenko (GER)  | 1 - 1 | Wilber Sánchez (CUB)       |
| Aleksandr Pavlov (BLR) | 3 - 2 | Kang Yong-Gyun (PRK)       |

#### Kvartsfinaler
| Brottare 1             | Poäng | Brottare 2                 |
| ---------------------- | ----- | -------------------------- |
| Sim Kwon-Ho (KOR)      | 4 - 1 | Ioannis Agakatzanian (GRE) |
| Gela Papashvili (GEO)  |       | Bye                        |
| Wilber Sánchez (CUB)   |       | Bye                        |
| Aleksandr Pavlov (BLR) |       | Bye                        |

#### Semifinaler
| Brottare 1           | Poäng  | Brottare 2             |
| -------------------- | ------ | ---------------------- |
| Sim Kwon-Ho (KOR)    | 11 - 0 | Gela Papashvili (GEO)  |
| Wilber Sánchez (CUB) | 0 - 5  | Aleksandr Pavlov (BLR) |

#### Final
| Brottare 1        | Poäng | Brottare 2             |
| ----------------- | ----- | ---------------------- |
| Sim Kwon-Ho (KOR) | 4 - 0 | Aleksandr Pavlov (BLR) |

### Återkval

#### Omgång 2
| Brottare 1              | Poäng  | Brottare 2                 |
| ----------------------- | ------ | -------------------------- |
| Hiroshi Kado (JPN)      | 10 - 0 | Enrique Aguilar (MEX)      |
| Jorge Yllescas (PER)    | 0 - 10 | Francesco Costantino (ITA) |
| Abdullah Al-Ezani (YEM) | 0 - 11 | Tahir Zahidov (AZE)        |
| Mujaahid Maynard (USA)  | TO     | José Ochoa (VEN)           |
| Piotr Jabłoński (POL)   |        | Bye                        |

#### Omgång 3
| Brottare 1                 | Poäng | Brottare 2           |
| -------------------------- | ----- | -------------------- |
| Piotr Jabłoński (POL)      | 1 - 9 | Hiroshi Kado (JPN)   |
| Francesco Costantino (ITA) | 5 - 0 | Tahir Zahidov (AZE)  |
| Mujaahid Maynard (USA)     | 0 - 6 | Zafar Guliyev (RUS)  |
| Bayram Özdemir (TUR)       | 4 - 0 | Bratan Tzenov (BUL)  |
| Oleg Kucherenko (GER)      | 0 - 3 | Kang Yong-Gyun (PRK) |

#### Omgång 4
| Brottare 1           | Poäng  | Brottare 2                 |
| -------------------- | ------ | -------------------------- |
| Hiroshi Kado (JPN)   | 4 - 0  | Francesco Costantino (ITA) |
| Zafar Guliyev (RUS)  | 7 - 0  | Bayram Özdemir (TUR)       |
| Kang Yong-Gyun (PRK) | 10 - 0 | Ioannis Agakatzanian (GRE) |

#### Omgång 5
| Brottare 1          | Poäng  | Brottare 2           |
| ------------------- | ------ | -------------------- |
| Hiroshi Kado (JPN)  | 0 - 11 | Kang Yong-Gyun (PRK) |
| Zafar Guliyev (RUS) |        | Bye                  |

#### Omgång 6
| Brottare 1            | Poäng | Brottare 2           |
| --------------------- | ----- | -------------------- |
| Gela Papashvili (GEO) | 0 - 6 | Zafar Guliyev (RUS)  |
| Kang Yong-Gyun (PRK)  | 7 - 0 | Wilber Sánchez (CUB) |

#### Bronsmatch
| Brottare 1          | Poäng | Brottare 2           |
| ------------------- | ----- | -------------------- |
| Zafar Guliyev (RUS) | 4 - 0 | Kang Yong-Gyun (PRK) |